# Seyyedhā
Seyyedhā är en ort i Iran.   Den ligger i provinsen Khorasan, i den nordöstra delen av landet, 700 km öster om huvudstaden Teheran. Seyyedhā ligger 1 130 meter över havet och antalet invånare är 247.
Terrängen runt Seyyedhā är lite bergig. Runt Seyyedhā är det ganska glesbefolkat, med 28 invånare per kvadratkilometer. Närmaste större samhälle är Moḩammad Taqī Beyg, 7,0 km väster om Seyyedhā. Omgivningarna runt Seyyedhā är i huvudsak ett öppet busklandskap.